# 傅天錫
傅天錫（？—？），號晋公，浙江宁波府鄞縣人，明末清初政治人物。

## 生平
崇禎九年（1636年）丙子科浙江鄉試第四十三名舉人，崇禎十年（1637年）丁丑科會試二百九十九名，二甲四十七名進士。通政司观政，十一年授刑部广东司主事，十二年患病回籍，十五年貴州主考，升山西司员外，十六年升云南司郎中，本年升常州知府，养病，十七年起補漳州知府。

## 家族
曾祖傅承德，庠生；祖傅洪恩，庠生；父傅大忠，儒士。